# كارولا غري
كارولا غري (بالألمانية: Carola Grey)‏ هي ملحنة ألمانية، ولدت في 5 أغسطس 1968 في زورندينغ في ألمانيا.

## وصلات خارجية
- كارولا غري على موقع ميوزك برينز (الإنجليزية)
- كارولا غري على موقع أول ميوزيك (الإنجليزية)
- كارولا غري على موقع ديسكوغز (الإنجليزية)